# David Allan Young
David Allan Young junior (* 26. Mai 1915 in Wilkinsburg, Pennsylvania; † 8. Juni 1991 in Louisville, Kentucky) war ein US-amerikanischer Entomologe. Sein Forschungsschwerpunkt waren die Zikaden und Zwergzikaden.

## Leben
Young war der Sohn des Geschäftsreisenden David Allan Young senior und seiner Frau Mabel Claire Young, geborene Johnston. Nach dem Besuch der Volksschule und der High School in West-Pennsylvania absolvierte er die High School in Louisville, Kentucky. Im Jahr 1939 erlangte er seinen Bachelor of Arts in Naturwissenschaften an der University of Louisville. Er unterrichtete von 1939 bis 1941 allgemeine Naturwissenschaften am Louisville Public School System und arbeitete in den Sommern dieser Jahre und im Herbst 1941 an seinem Master of Science in Entomologie an der Cornell University, wo er 1942 seinen Abschluss machte. Im Januar 1942 trat er in die US-Streitkräfte ein, die er im Oktober 1945 im Rang eines First Lieutenant verließ. Anschließend nahm er bis 1948 eine Lehrtätigkeit an der biologischen Abteilung der University of Louisville an. Danach studierte er Entomologie an der University of Kansas, wo er 1950 unter der Leitung von Raymond Hill Beamer (1889–1957) zum Ph.D. promoviert wurde.
Von 1950 bis Ende 1957 war Young als Insektentaxonomist an der Abteilung für die Identifizierung von Insekten und der Quarantäne von Fremdparasiten des US-Landwirtschaftsministeriums am United States National Museum in Washington, D.C. tätig. Im Jahr 1957 nahm er eine Stelle als außerordentlicher Professor an der North Carolina State University (NCSU) an, wo er seine systematische Forschung über Zikaden weiterführte, die Insektensammlung der Universität verwaltete und als Dozent für die Lehrgänge Insektenvielfalt, Insektenmorphologie, Systematische Entomologie und Taxonomiegrundsätze zuständig war.
Nach einer dreimonatigen Exkursion durch Peru im Jahr 1960 und durch den Erwerb weiterer Sammlungen, fügte Young der Insektensammlung der North Carolina State University tausende Exemplare hinzu. 1961 wurde er zum Professor ernannt. Von 1962 bis 1963 hielt er sich in Europa auf, wo er die Typusexemplare in entomologischen Sammlungen aus Deutschland, Österreich, der Tschechoslowakei, Ungarn, Polen, Dänemark, Schweden, Frankreich und England studierte. Nach seinem offiziellen Ausscheiden aus der NCSU im Jahr 1980 arbeitete Young weiter als emeritierter Professor, bis er im Jahr 1986 seine Studien über die Unterfamilie Cicadellinae vollendet hatte. 
Youngs Veröffentlichungen über die globale Fauna der Zikaden enthalten Beschreibungen von 807 neuen Arten, sieben neuen Unterarten, 207 neuen Gattungen, sechs neuen Untergattungen sowie die Erstbeschreibung der Tribus Alebrini im Jahr 1957. Zu seinen bekanntesten Werken zählt Taxonomic Study of the Cicadellinae (Homoptera: Cicadellidae), das in drei Teilen in den Jahren 1968, 1977 und 1986 erschien und das auf 2061 Seiten 292 Zwergzikaden-Gattungen aus allen Teilen der Welt behandelt. Der Entomologie James P. Cramer bezeichnete den zweiten Teil in einer Buchbesprechung „als das herausragendste und umfassendste Einzelwerk, das je über einen großen Teil der Cicadellidae geschaffen wurde.“ Gemeinsam mit Victoria Wade setzte er nach dem Tod von Zeno Payne Metcalf im Jahr 1956 dessen General Catalogue of the Homoptera fort.
Young war Mitglied der Washington Academy of Science, der Entomological Society of America, der Entomological Society of Washington, der North Carolina Entomological Society, der Society of Systematic Zoology, Sigma Xi, der Sociedad Entomológica Agrícola del Perú und der Sociedade Entomológica do Brasil.
Young verstarb im Juni 1991 an den Folgen eines Aneurysmas.

## Ehrungen und Dedikationsnamen
1976 erhielt Young den Award for Outstanding Contribution to Entomology der North Carolina Entomological Society. Auf dem 8. Internationalen Auchenorrhyncha-Kongress, der im August 1993 in Delphi, Griechenland stattfand, wurde in Erinnerung an Youngs wissenschaftliche Verdienste ein Gedenksymposium abgehalten, bei dem er „als einer der größten Zikadenforscher in der Geschichte der Entomologie“ gewürdigt wurde. Im Jahr 2004 wurde die Art Neolaccogrypota youngi aus Peru zu seinen Ehren benannt.

## Schriften (Auswahl)
- Young D. A. Jr. 1957. The leafhopper tribe Alebrini (Homoptera: Cicadellidae) Proceedings of the United States National Museum 107: 127–277
- Young D. A. 1968. Taxonomic study of the Cicadellinae (Homoptera: Cicadellidae). Part 1. Proconiini. Bull. U.S. Nat. Mus. 261:1–287.
- Young D. A. 1977. Taxonomic Study of the Cicadellinae (Homoptera: Cicadellidae). Part 2. New World Cicadellini and the Genus Cicadella. North Carolina Agric. Exp. Sta. Tech. Bull. 239:1–1135.
- Young D. A. 1986. Taxonomic Study of the Cicadellinae (Homoptera: Cicadellidae), Part 3. Old World Cicadellini. North Carolina Agric. Res. Ser. Tech. Bull. 281:1–639.